# 古谷綱正
古谷 綱正（ふるや つなまさ、1912年〈明治45年〉4月15日 - 1989年〈平成元年〉5月11日）は、日本のジャーナリスト、ニュースキャスター。毎日新聞社論説委員、JNNニュースコープメインキャスター。

## 人物・来歴
東京出身。旧制成城高等学校卒業。同校の尋常科（旧制成城第二中学校）時代から非行に走り、喫煙に始まり学校をサボって映画館に入り浸るなどの行為を繰り返し、尋常科4年の際には落第一歩手前の状況となるが、同校のダルトン・プランなどのシステムをフル活用してなんとか落第を免れた。高等科では左翼運動に走り警察に検挙され、事実上停学処分となり3年次の2学期と3学期は期末試験すら受けていない状態だったが、どういうわけか落第にもならず卒業できた。
1932年（昭和7年）に京都帝国大学文学部に入学。この年の京大文学部哲学科美学専攻は定員割れで、古谷によれば事実上無試験で入学できたという。滝川事件の時には、文部省による大学自治への干渉に反対、花田清輝・高木養根らとともに学生運動の中心となった。
1935年（昭和10年）、東京日日新聞社（のちの毎日新聞社）へ入社。整理部、学芸部などを歴任し、整理部時代の1941年12月8日には、当日の朝刊では唯一となる「日米開戦」スクープの紙面作りにも携わった。1953年に論説委員となり、巻頭コラム「余録」を10年間担当する。
毎日新聞在籍中の1964年（昭和39年）から、81年3月までTBSの『JNNニュースコープ』メインキャスターを務めた。
宮内庁からの園遊会への招待を生涯断り続け、新聞記者達から「だから彼のニュースコープは人気がある」と快哉を浴びた。映画にも造詣が深く、キャスター引退後は映画評論の著書も著し、神奈川県逗子市の米軍住宅建設反対の市民運動では、進んで三島虎好市長のリコール運動の発起人となり、緑の保存を訴える地元文化人グループの先頭に立って活躍した。
1989年5月11日、肺炎のため死去。77歳没。

### JNNニュースコープメインキャスター
優しく親しみのあるキャラクターと分かりやすい解説に努め、日本のウォルター・クロンカイトともいわれた。TBSスタッフからつけられたニックネームが「こってすオジサン」。「…ということです」が時に「こってす」と聞こえたためだという。生粋の東京・下町育ちで、例えば「おしえる」が「おせーる」となるなど、本人自身も、サ行の音には相当悩んだこともあった。その人気のほどは、まだニュースキャスターやアナウンサーのタレント化現象が皆無だった1970年代後半、楳図かずおの漫画『まことちゃん』に彼を模したと思われるニュースキャスターが出てきたことからも窺える。

## 親族
ペルー公使を務めた外交官の室田義文は祖父。父の古谷重綱は外交官でアルゼンチン公使を務めた。文芸評論家の古谷綱武は実兄。家事評論家の吉沢久子は義姉（綱武の妻）。綱武の長男・昭綱は京都大学卒業後、TBSに入社し、『8時だョ!全員集合』のディレクター・プロデューサーを務めた。俳優の滝沢修は義弟（実妹・文子の夫）。伊藤博文の秘書官を務めた古谷久綱は伯父。妻の糸子は元毎日新聞記者の評論家で、戦後まもなく社内結婚で結ばれた。糸子は夫の死後、回想録を上梓した。
従兄弟（伯父である室田小一郎の娘）は、衆議院議員や日本冶金工業社長などを務めた森暁（昭和電工創業者である森矗昶の長男）の前妻で（その妹は吉田茂の側近である福田篤泰に嫁いだ）、また森暁の妹が安西正夫に嫁ぎ、正夫の長男・安西孝之が日清製粉グループ本社会長正田英三郎の次女・恵美子を妻に迎え、さらに英三郎の長女が上皇后美智子なので、古谷家は室田家・森家・安西家・正田家を通して天皇家の縁戚となっている。

## 著書
- 『一等女性十人の恋』東西文明社、1955年3月31日。NDLJP:2972010。
- 『ニュースを追って』東西文明社〈少年少女基本学校図書全集10〉、1956年7月29日。NDLJP:1626963。
- 『新聞作法：ジャーナリスト的ものの考え方』光文社〈カッパブックス〉、1957年2月20日。NDLJP:2932723。
- 『保守党政治の周辺』みすず書房、1962年2月20日。NDLJP:2975899。
- 『私だけの映画史 - 国民の創生からキューリー夫人まで』暮しの手帖社、1978年12月。国立国会図書館書誌ID:000001396805。

## 回想
- 古谷糸子『こんばんは、古谷綱正です―あるジャーナリストの肖像』鎌倉書房、1991年。ISBN 978-4308005233。